# Капрадосо (Асколи Пичено)
Капрадосо (итал. Capradosso) насеље је у Италији у округу Асколи Пичено, региону Марке.
Према процени из 2011. у насељу је живело 64 становника. Насеље се налази на надморској висини од 645 м.